# Nagrobki

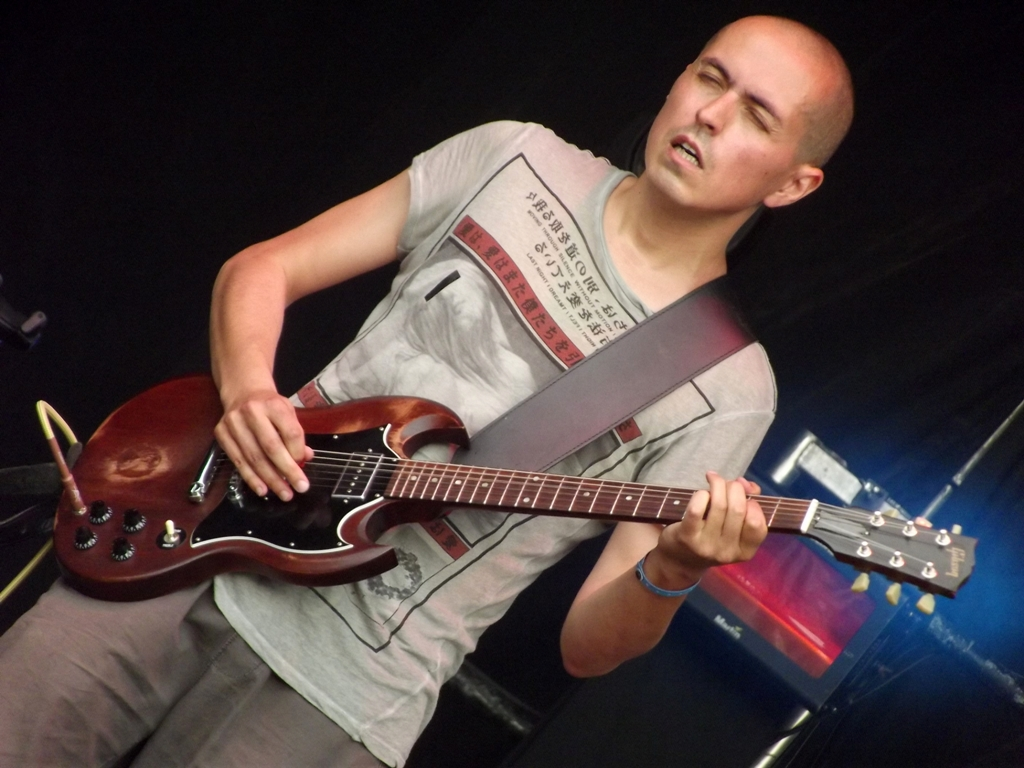
Adam Witkowski podczas koncertu na OFF Festivalu w 2013 r.

Nagrobki – polski zespół muzyczny założony w 2014 roku. Teksty piosenek zespołu traktują o przemijaniu, śmierci i odchodzeniu. Tworzą także muzykę do spektakli teatralnych.

## Skład
- Maciej Salamon – (gitara, wokal)
- Adam Witkowski – (perkusja, wokal)

## Spektakle
Nagrobki stworzyły oprawę muzyczną do spektakli:
- „Intro” (2015), Teatr Dada von Bzdülöw,
- „Słowo o Jakóbie Szeli” (2017), Teatr Śląski w Katowicach, reżyseria Michał Kiecik,
- „Portret Trumienny” (2017), Teatr Polski w Poznaniu, reżyseria Michał Kiecika,
- „Koniec Przemocy” (2017), Instytut Teatralny im. Zbigniewa Raszewskiego, słuchowisko w reżyserii Magdy Mosiewicz i Bogny Burskiej oraz seria występów teatralnych o tym samym tytule i na podstawie słuchowiska,
- „Koniec Wielkiej Wojny” (2019), Teatr Dada von Bzdülöw,
- „Ale z naszymi umarłymi” (2022), Teatr im. Stefana Żeromskiego w Kielcach[2].
- „Lepper. Będziemy wisieć albo siedzieć” (2023), Teatr im. Juliusza Słowackiego w Krakowie[3].

## Dyskografia

### Albumy
- Pańskie wersety (BDTA, 2014)
- Stan Prac (BDTA, 2015)
- Granit (BDTA, 2017)
- Portret Trumienny (2018)
- Teatr Polski (2019)
- Koniec Wielkiej Wojny (2019), z Mikołajem Trzaską
- Pod Ziemią (2019)

## Nagrody
- 2017 nominacja do nagrody Gazety Magnetofonowej GaMa za album "Granit"[4]

## Działalność pozamuzyczna
Poza działalnością muzyczną Maciej Salamon i Adam Witkowski zajmują się też sztuką, ich prace były prezentowane na pokazach:
- „Gdziekolwiek idę, idzie śmierć” (2017), Kronika, Bytom
- „Kolejny rok w urnie” (2018), Trafostacja Sztuki, Szczecin
- „Biennale Warszawa” (2018), Warszawa
- „Spalam się” (2019), Państwowa Galeria Sztuki, Sopot